# سيتشي كيتا
سيتشي كيتا (باليابانية: 喜多誠一؛ بالكانا: きた せいいち) هو عسكري ياباني، ولد في 20 ديسمبر 1886 في شيغا في اليابان، وتوفي في 7 أغسطس 1947.